# StarUML
StarUML是一个开源的UML工具列表软件，它遵守GNU GPL的一个修订版。
StarUML项目宣称的目标是代替大型的商业UML工具软件，如IBM的Rational Rose，Borland公司的Together。
StarUML支持UML2.0定义的大多数图，但缺少对象图（object diagram），包图（package diagram），时间图（UML timing diagram）和交互预览图（interaction overview diagram）等功能，虽然对象图和包图完全可以通过类图编辑器画出来。

## 导出
支持导出光栅图片格式JPEG、BMP和矢量图片格式Windows Metafile、Enhanced Metafile.
无法导出SVG或PNG格式。

## 後繼版本
目前StarUML已經停止開發，原團隊轉型後發行了StarUML2，一個付費的跨平台UML工具。